# Взрыв танкера «Людвик Свобода»
Взрыв та́нкера «Лю́двик Сво́бода» — катастрофа, произошедшая в порту Вентспилс 6 марта 1985 года.

## История
Танкер «Людвик Свобода» был построен для СССР на югославской судоверфи «3 мая», в Риеке. Своё название получил в честь чехословацкого военного и государственного деятеля Л. Свободы. Государственный флаг поднят в октябре 1984 года. 
Утром 6 марта 1985 года танкер стал под погрузку у 28-го причала вентспилсского нефтяного терминала. В 16:40 на судне произошёл взрыв, начался пожар. Погибли 4 члена экипажа. Остальные члены экипажа и их семьи были эвакуированы на причал с кормовой части. Несколько членов экипажа включая капитана В. И. Короля спаслись вплавь.
К тушению пожара были привлечены буксиры и пожарные катера вентспилсского порта, а также пожарные команды из Вентспилса, Риги, Кулдиги, Талсы, Юрмалы, Лиепаи.

## Причины катастрофы
В результате расследования эксперты выдвинули две вероятные причины взрыва:
- разряд статического электричества, образовавшийся из-за превышения допустимой скорости погрузки;
- использование в зоне погрузки переносных радиостанций не взрывозащищённого типа.

## Последствия катастрофы
В результате взрыва судно разломилось на две части. Носовая часть была оторвана и затонула, а кормовая осталась на плаву. В Вентспилсе во многих домах были выдавлены оконные стекла, повреждены витрины универмага, в некоторых зданиях были разрушены крыши домов.
В течение восьми месяцев специалисты водолазной компании ASPTR разделывали и поднимали обломки корпуса танкера, очищали акваторию вентспилсского порта. Кормовая часть танкера была отделена. Планировалось её переоборудование, однако она затонула при буксировке в Югославию в датских проливах.